# His Foot-Hill Folly
Pour plus de détails, voir Fiche technique et Distribution.
His Foot-Hill Folly est un film américain réalisé par Reggie Morris, sorti en 1917.

## Fiche technique
- Titre original : His Foot-Hill Folly, parfois orthographié His Foothill Folly
- Réalisation : Reggie Morris
- Scénario : Raymond Griffith
- Photographie : Perry Evenvold
- Production : Mack Sennett
- Société de production : Keystone
- Société de distribution : Keystone
- Pays d'origine :  États-Unis
- Langue originale : anglais
- Format : noir et blanc — 35 mm — 1,37:1 — Film muet
- Genre : Comédie
- Durée : une bobine
- Dates de sortie : États-Unis : 2 septembre 1917
- Licence : Domaine public

## Distribution
- Raymond Griffith
- Elinor Field : la fille du dancing
- Frank Bond : le propriétaire du dancing
- Marianne de la Torre
- Bert de Vore
- A. Edward Sutherland